# كيني ستيفنز
كيني ستيفنز (بالإنجليزية: Kenny Stephens)‏ (14 نوفمبر 1946 ببرستل في المملكة المتحدة - ) هو لاعب كرة قدم بريطاني في مركز الوسط. لعب مع نادي بريستول روفيرز ونادي هيرفورد ونادي والسول ووست بروميتش ألبيون.

## وصلات خارجية
- كيني ستيفنز على موقع قاعدة بيانات كرة القدم.إي يو (الإنجليزية)